# Coametzu
Coametzu är en ort i Mexiko.   Den ligger i kommunen Milpa Alta och delstaten Distrito Federal, i den sydöstra delen av landet, 28 km söder om huvudstaden Mexico City. Coametzu ligger 2 627 meter över havet och antalet invånare är 136.
Terrängen runt Coametzu är bergig, och sluttar norrut. Runt Coametzu är det mycket tätbefolkat, med 2 431 invånare per kvadratkilometer. Närmaste större samhälle är Iztapalapa, 18,9 km norr om Coametzu. I omgivningarna runt Coametzu växer huvudsakligen savannskog.